# Rafael Altamira
Rafael Altamira y Crevea (Alicante, 10 de febrero de 1866-Ciudad de México, 1 de junio de 1951)  fue un humanista, historiador, americanista, pedagogo, jurista, crítico literario y escritor español. Estrechamente vinculado a los proyectos de la Institución Libre de Enseñanza, alumno y amigo de Francisco Giner de los Ríos, fue secretario del Museo Pedagógico Nacional. Doctor honoris causa en ocho universidades de América y Europa, y miembro de nueve instituciones académicas, se exilió en México en 1944. Sus restos y los de su esposa regresaron en 2025 a Campello (Alicante), municipio vinculado a su infancia y juventud, 73 años después de su fallecimiento. 

## Biografía

### Formación y carrera académica
Hijo de José Altamira Moreno y Rafaela Crevea Cortés, nació el 10 de febrero de 1866 en Alicante, ciudad en la que cursa el bachillerato, donde coincidió y entabló amistad con los gemelos Ricardo y Heliodoro Guillén Pedemonti. En julio de 1882 se trasladó a la Universidad de Valencia, para estudiar Derecho, donde también estudiaba Vicente Blasco Ibáñez, con quien estableció una gran amistad. En esa capital levantina tomó contacto con Joaquín Sorolla, Azorín, Teodoro Llorente y el catedrático institucionista Eduardo Soler, que le puso en contacto con los krausistas Francisco Giner de los Ríos, Manuel Bartolomé Cossío y Joaquín Costa, entre otros. En esa época juvenil, da rienda suelta a sus aficiones literarias de corte naturalista y escribe Cuentos de Levante y su novela Reposo.

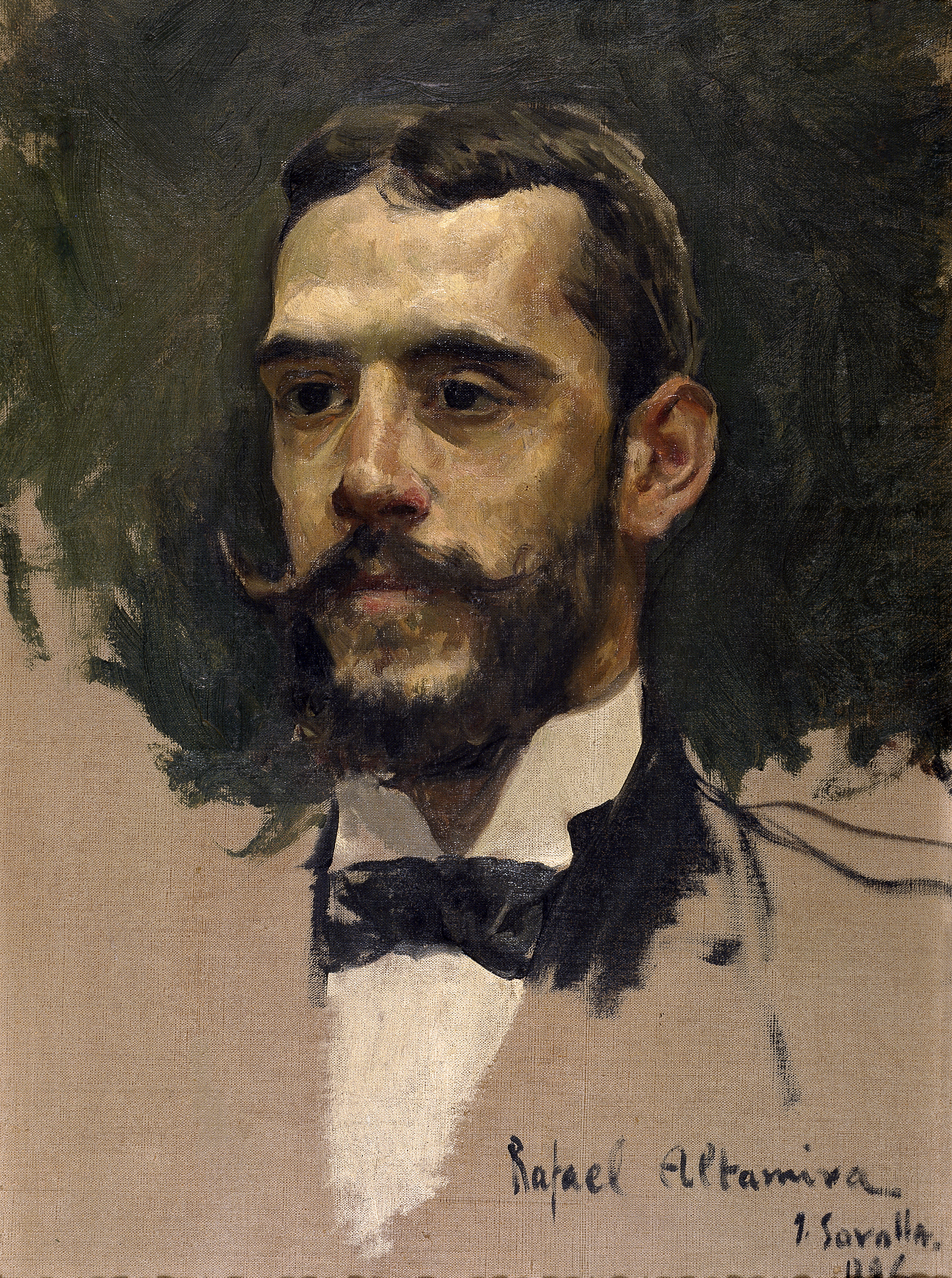
Retratado por Sorolla en 1886

En 1886 viaja a Madrid para realizar su doctorado, que culmina con su tesis Historia de la Propiedad Comunal, dirigida por Gumersindo de Azcárate. En 1888 Nicolás Salmerón le ofrece la posibilidad de formar parte de la redacción de La Justicia, periódico del Partido Republicano Centralista que posteriormente pasará a dirigir. Firma sus artículos como «Ángel Guerra». En esos años, la Institución Libre de Enseñanza marcará para siempre sus ideas, sus preocupaciones educativas y su actitud ética. En Madrid trabaja como secretario en el Museo de Instrucción Primaria (más adelante Museo Pedagógico Nacional) y asume además la dirección del Boletín de la Institución Libre de Enseñanza.  Al tiempo, trabaja como abogado en el bufete de Nicolás Salmerón. En 1891 publica La enseñanza de la historia. En marzo de 1895 crea y codirige con Luis Ruiz Contreras la Revista Crítica de Historia y Literatura Españolas. A partir de diciembre de ese mismo año, bajo el nombre de Revista Crítica de Historia, Literatura Españolas, Portuguesas y Americanas, la responsabilidad de la dirección recae únicamente en Rafael Altamira, que la mantendrá hasta 1898.
En 1897 gana la cátedra de Historia del Derecho en la Universidad de Oviedo, integrándose en un claustro en el que figuraban, además de Leopoldo Alas «Clarín», conocidos discípulos de Francisco Giner de los Ríos –Adolfo Álvarez Buylla, Adolfo González Posada, Aniceto Sela Sampil, hombres empeñados en llevar a cabo la necesaria renovación de la enseñanza universitaria y de la sociedad española. En 1898 creó, junto con otros catedráticos de la Facultad de Derecho de la Universidad de Oviedo, la Extensión Universitaria como área definida de la universidad con el propósito de difundir los conocimientos generados en esta institución a través de conferencias, cursos y otras actividades a aquellas clases sociales que no podían acceder a ellos, siguiendo el ejemplo de varias universidades inglesas que ya se había extendido a otros países europeos como Alemania y Bélgica. Tras el desastre del 98, imbuido por el espíritu regeneracionista, contribuye a disipar el pesimismo español con su Psicología del pueblo español y especialmente con su más importante obra, la Historia de España y de la civilización española.
En 1897 obtiene la Cátedra de Historia General del Derecho español, en la Universidad de Oviedo, ciudad en la que se casa con la leonesa Pilar Redondo Tejerina en 1899.

### Viaje por Hispanoamérica
Con motivo del III Centenario de la Universidad de Oviedo, el claustro de profesores decide hacer efectiva su presencia en la vida cultural americana a través de un viaje de buena voluntad que restituyese los lazos entre España y el continente americano, rotos tras la pérdida de las últimas colonias en 1898, y del que Rafael Altamira resulta elegido por unanimidad. Aquel viaje estaba programado para unos meses pero se prolongó casi un año. Ahí comenzaron a destacar las dotes de Rafael Altamira para situar la diplomacia al servicio de un empeño pacificador. El viaje se desarrolla entre junio de 1909 y marzo de 1910. Durante esos nueve meses visita Argentina, Uruguay, Chile, Perú, México, Estados Unidos y Cuba, impartiendo con gran éxito unas 300 conferencias en universidades y centros culturales de estas repúblicas, trabajando con editores, políticos, docentes y alumnos de todas las universidades visitadas y formulando acuerdos de intercambio para la creación de asociaciones, nuevas publicaciones y futuros congresos. Todo su periplo será recogido en el libro de documentos Mi viaje a América. Es nombrado doctor honoris causa, en 1909, por la Universidad de la Plata, por la Universidad de Santiago de Chile y por la Universidad de Lima; y en 1911, por la Universidad Nacional de México.

### Regreso a España

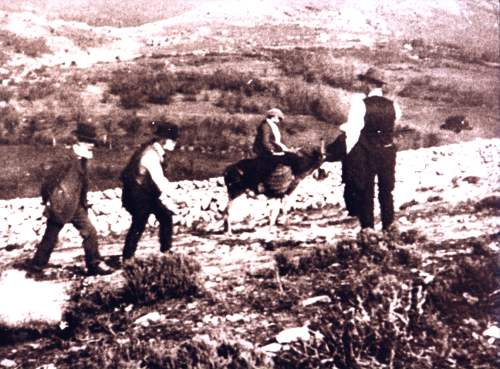
Altamira y Francisco Giner de los Ríos subiendo de Cercedilla a El Ventorrillo (sierra de Guadarrama, 1914)

A su vuelta, Rafael Altamira fue nombrado inspector general de Enseñanza y poco después director general de Enseñanza Primaria, organismo creado el 1 de enero de 1911 sin vinculación política alguna. Desde este cargo, Rafael Altamira mejoró la situación económica y profesional de los maestros, renovó la Inspección Técnica, a la que dotó de un Cuerpo Femenino inexistente hasta ese momento, propugnó la Escuela Graduada, reformó los estudios de Magisterio y se preocupó especialmente de las instalaciones materiales de las escuelas y de su dotación bibliográfica. Igualmente, intentó introducir métodos de enseñanza novedosos como la Escuela-Jardín y la Escuela al aire libre. En 1913 presenta su renuncia al cargo debido a presiones políticas.

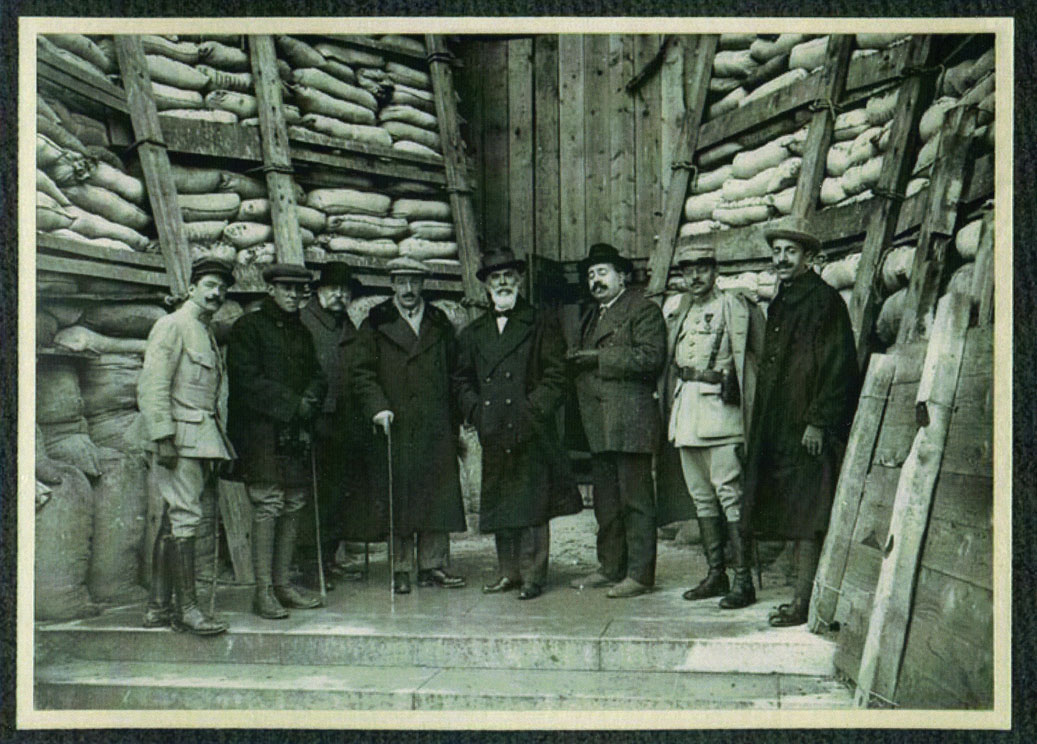
El duque de Alba, Rafael Altamira y Manuel Azaña en la catedral de Reims (1916)

En 1914 fue nombrado profesor del Instituto Diplomático y Consular (antecedente de la actual Escuela Diplomática). Ese mismo año, obtuvo por concurso la cátedra de Historia de las Instituciones Políticas y Civiles de América en la Universidad Central de Madrid, creada como materia exclusiva de doctorado en las Facultades de Derecho y Filosofía y Letras, con especial atención a los temas americanistas. Altamira la ejerció hasta su jubilación en 1936 y la dotó de una buena biblioteca nutrida en gran parte por sus propias donaciones bibliográficas. Declarado aliadófilo, en la Primera Guerra Mundial publica La guerra actual y la opinión española. En 1916 es nombrado senador por la Universidad de Valencia en la lista del partido Liberal dirigido por el conde de Romanones. Ese año, viaja a París con la Misión Española de Intelectuales solidarios con Francia compuesta por el duque de Alba, Ramón Menéndez Pidal, Miguel Blay, Odón de Buen, Américo Castro y Manuel Azaña, entre otros.

### Jurista internacional

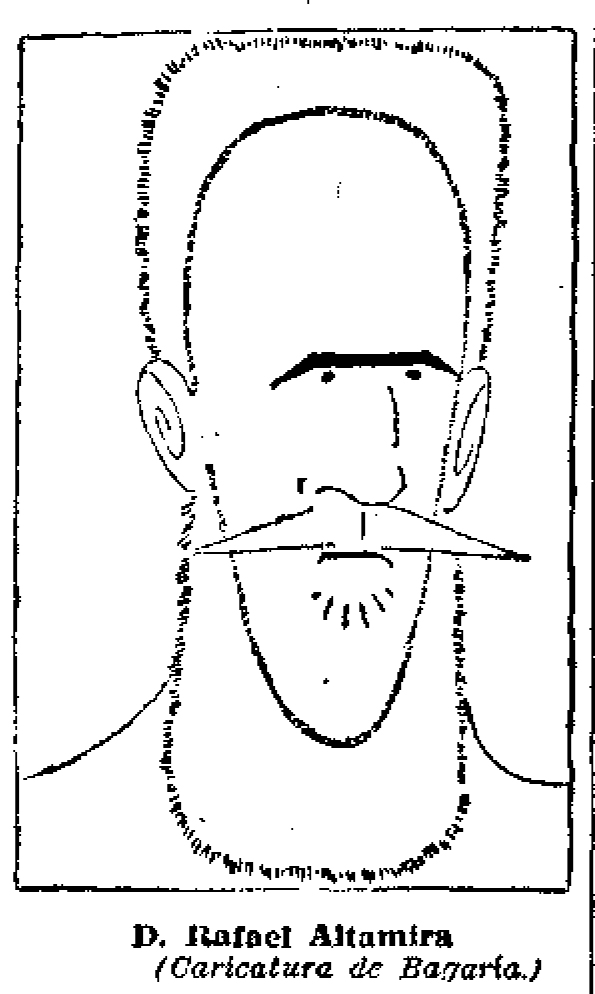
Caricaturizado por Bagaría en El Sol (1928)

En 1919 es nombrado árbitro en el Tribunal de Litigios Mineros de París para solucionar las disputas entre Francia y España sobre las minas de Marruecos. En 1920, es elegido miembro de la Comisión de Juristas encargada por el Consejo de la Sociedad de las Naciones de redactar el anteproyecto del Tribunal Permanente de Justicia Internacional. En 1921 es nombrado uno de los diez jueces titulares del mismo, Comité de los Diez, cargo para el que posteriormente será reelegido durante otros dos mandatos consecutivos y que ocupa desde 1921 hasta 1940, año en el que el Tribunal se ve obligado a suspender sus funciones.
Pese a su intensa actividad internacional durante estos años, no abandona su cátedra de Madrid, imparte sus clases y continúa sus publicaciones, especialmente sobre Derecho Internacional y pacifismo. En 1922 se le nombra académico de la Real Academia de la Historia. En 1923 es nombrado catedrático del Colegio de Francia en París. En 1924 es nombrado doctor honoris causa por la Universidad de Burdeos y en 1928 por la Universidad de París. En 1929, imparte en la Universidad de La Sorbona varias clases sobre Historia del Pensamiento Español.
En 1929 empezó a preparar la edición de sus Obras completas en las que se incluían, además de las ya citadas, su Historia de la civilización española, el Epítome de historia de España, Cuestiones modernas de historia, De historia y arte, Cuestiones obreras, Giner educador, Ideario político, etc. La guerra y el exilio le impidieron realizar el proyecto. En 1930 es nombrado doctor honoris causa por la Universidad de Cambridge. En 1931 es elegido decano de la Facultad de Derecho de la Universidad de Madrid. Fue propuesto para el Premio Nobel de la Paz en 1933 a raíz de sus esfuerzos por evitar el belicismo. La propuesta fue firmada por gran cantidad de intelectuales españoles y europeos. En 1935 es nombrado presidente de la Casa de Valencia en Madrid. En 1937 la Universidad de Columbia (Nueva York) lo nombra doctor honoris causa.

### Exilio en México
Al estallar la guerra civil española en 1936, es sorprendido de vacaciones en Riaza. Cuando intentaba huir del país fue detenido —pese a poseer inmunidad diplomática— en Vitoria por requetés que pretendían fusilarlo. Tras ser enviado a Burgos y entrevistarse con el general Cabanellas, el 29 de agosto se le permitió abandonar España. Rafael Altamira parte para Holanda, donde continúa con su trabajo de juez permanente del Tribunal de La Haya. Sin embargo, la invasión alemana de los Países Bajos en 1940 le obliga a refugiarse en la ciudad francesa de Bayona. Allí permanecerá hasta 1944, año en el que tiene que salir de nuevo incomodado por la ocupación militar alemana. Tras una breve estancia en Portugal, donde colabora con la Universidad de Coímbra y escribe «Cartas de Hombres», es invitado por la Fundación Carnegie a dar un curso en la Universidad de Columbia, Nueva York. Un accidente con rotura de la cadera durante el viaje, le fuerza a cambiar de destino y se instala definitivamente en México DF, donde estaban exiliadas sus dos hijas, Pilar y Nela. A pesar de su avanzada edad, dicta cursos en El Colegio de México y en la Universidad Nacional de México y participa en actividades del exilio republicano. 
Como profesor, impartió en El Colegio de México la cátedra-seminario «Preparación para las investigaciones históricas» (1946), en la Facultad de Filosofía y Letras de la Universidad Nacional impartió el curso sobre «Historia de la civilización española» (1945) además de colaborar con artículos publicados en: Revista de Historia de América, Revista de la Escuela Nacional de Jurisprudencia, Cuadernos Americanos y en Mediterrani. En México completa trabajos ya iniciados años antes, como el Diccionario castellano de palabras jurídicas y técnicas tomadas de la legislación indiana y su estado y su Análisis de la recopilación de las Leyes de Indias de 1680. En la capital mexicana, el Instituto Panamericano de Geografía e Historia le otorga en 1947 su primer «Premio de Historia de América». En 1951, es propuesto nuevamente para el Premio Nobel de la Paz, honor que no obtuvo al fallecer el 1 de junio de ese mismo año en la Ciudad de México. Fue enterrado en el Panteón Español de México. 

### Rafael Altamira: Repatriación de sus restos mortales a El Campello
El 11 de diciembre de 2024 se realizó la repatriación de los restos de Rafael Altamira Crevea y de su esposa Pilar Redondo Tejerina, desde el Panteón Español de la Ciudad de México al cementerio municipal de El Campello. Este traslado responde al deseo expreso del propio Altamira de reposar en su tierra natal y contó con la participación de sus bisnietos, así como del alcalde de El Campello, Juanjo Berenguer, y otras autoridades locales.
El proceso de repatriación, coordinado por el Ayuntamiento de El Campello junto a la colaboración de la Diputación de Alicante y la Generalidad Valenciana, fue complejo y contó con el trabajo del técnico municipal, quien destacó la labor administrativa y logística requerida para traer los restos desde México.
En el cementerio de El Campello, los féretros fueron depositados en el nicho familiar. Además, el Ayuntamiento anunció la construcción de un monumento funerario para conmemorar la vida y obra de este referente cultural, político y jurídico.
El acto de inhumación tuvo lugar el 10 de febrero de 2025 y contó con la presencia del rey Felipe VI.

## Labor

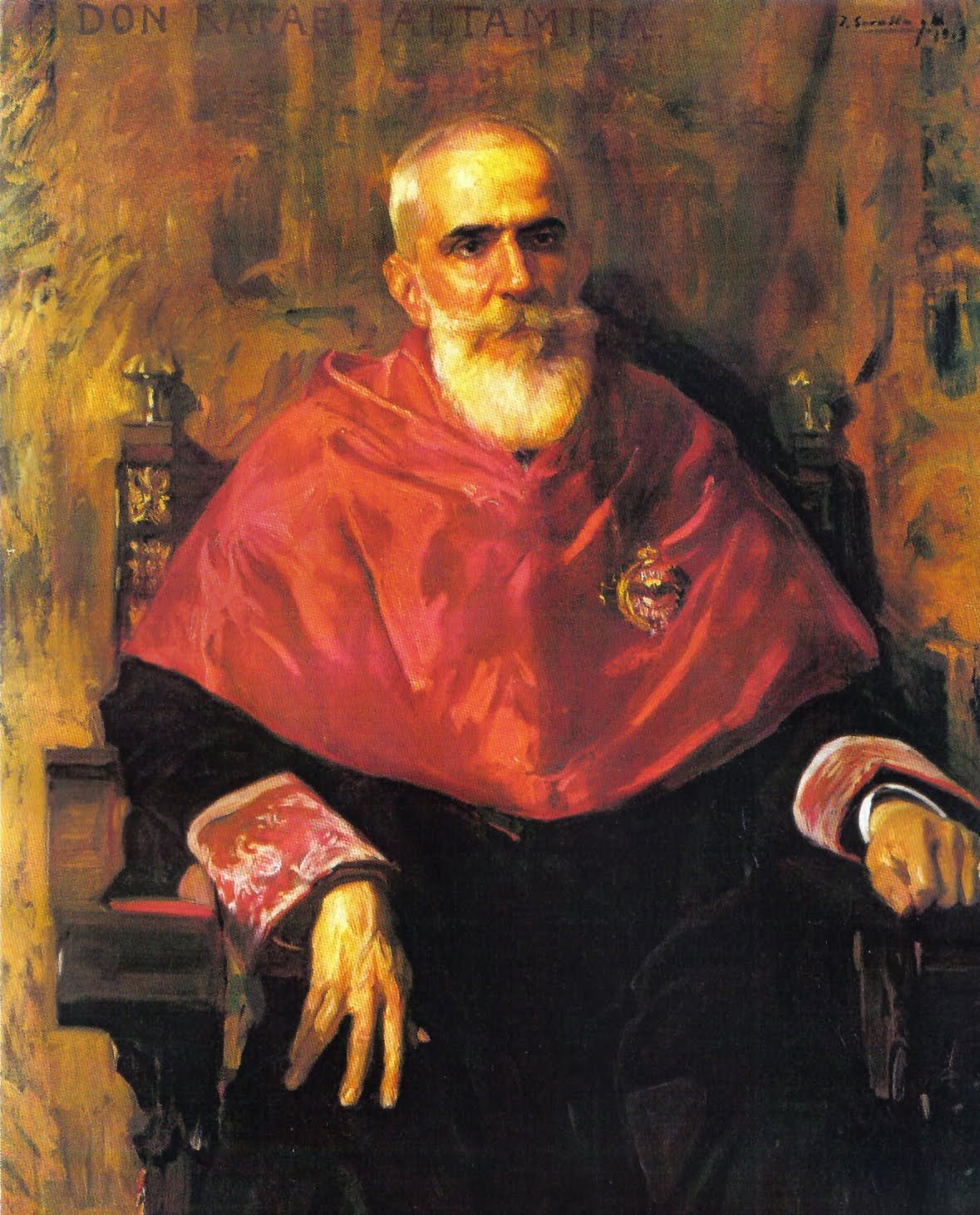
Retrato de Rafael Altamira por Joaquín Sorolla para Hispanic Society of America (1913), con traje académico (muceta de doctor en Derecho que porta la gran cruz de la Orden de Alfonso XII).

Fue uno de los primeros historiadores que impulsaron la historiografía en España, partiendo de su relación con la cultura y la historia de las ideas. Aunque impulsó y apoyó siempre a la Institución Libre de Enseñanza y las ideas del institucionismo, en la que trabajó como docente, mantuvo siempre independencia de criterio respecto al krausismo, en una orientación ideológica liberal-progresista. Promovió la educación popular y propugnó una pedagogía con fuerte sentido moral. En 1898 creó, junto con otros catedráticos de la Facultad de Derecho de la Universidad de Oviedo, la Extensión Universitaria como área definida de la universidad con el propósito de difundir los conocimientos generados en esta institución a través de conferencias, cursos, y otras actividades a aquellas clases sociales que no podían acceder a ellos, siguiendo el ejemplo de varias universidades inglesas que ya se había extendido a otros países europeos como Alemania y Bélgica. En esa línea, y como secretario del Museo Pedagógico Nacional, se le adjudicó la responsabilidad de materializar el proyecto de una red de bibliotecas circulantes, recuperando del olvido las bibliotecas populares creadas por Manuel Ruiz Zorrilla en 1869. Además de coordinar y administrar todas esas instituciones no dejó de impartir cursos y conferencias en numerosas universidades españolas y extranjeras (Argentina, Perú, Estados Unidos, Francia e Inglaterra, entre otras).
Su obra se inscribe igualmente dentro del regeneracionismo como continuadora de la de Joaquín Costa y bajo una gran influencia del evolucionismo y un gran interés por la ciencia experimental. Cultivó asiduamente el periodismo y la crítica literaria y dejó escritos más de setenta libros, entre ellos libros de narraciones, como sus Cuentos de amor y tristeza o su novela Reposo, hay que destacar su célebre Historia de España y de la civilización española, así como la Psicología del pueblo español y la Historia del Derecho español.

## Reconocimientos

### Condecoraciones
- Gran cruz de la Orden de Alfonso XII en 1910.[13]
- Gran cruz de la Orden del Mérito Naval.[14]
- Caballero gran cruz de la Orden de la Corona de Italia, en 1904.
- Gran cruz de la Orden de Leopoldo II de Bélgica.
- Oficial de la Legión de Honor de Francia.
- Orden del León Blanco de Checoslovaquia.
- Medalla de Plata de la Hispanic Society of America, en 1909.
- Medalla de Oro de la ciudad de Lima, en 1909.

### Adopciones
- Hijo adoptivo de San Juan de Alicante, el 20 de septiembre de 1909 (primera localidad en otorgarle esta distinción).[15]
- Hijo predilecto de Alicante, en marzo de 1910.
- Hijo adoptivo de El Campello, el 26 de marzo de 1910.
- Hijo adoptivo de San Vicente del Raspeig, el 7 de abril de 1910.[16]
- Hijo adoptivo de Elche, en 1910.

### Doctorhonoris causa
- Universidad de La Plata (Argentina, 1909)
- Universidad de Santiago de Chile (Chile, 1909)
- Universidad de Lima (Perú, 1909)
- Universidad Nacional de México (México, 1911)
- Universidad de Burdeos (Francia, 1924)
- Universidad de París (Francia, 1928)
- Universidad de Cambridge (Reino Unido, 1930)
- Universidad de Columbia (Estados Unidos, 1937)

### Cargos académicos
- Miembro numerario de la Academia Internacional de Derecho Comparado, La Haya, 1928.
- Miembro correspondiente de la Real Academia de la Historia en 1894, propuesto por Eduardo Hinojosa y Marcelino Menéndez Pelayo.
- Miembro numerario de la Real Academia de Ciencias Morales y Políticas en 1912.
- Miembro de la Real Academia de Jurisprudencia y Legislación.
- Miembro de la Real Academia Checa de Ciencias, Literatura y Arte, en 1937.
- Senador por la Universidad de Valencia, en 1912.
- Presidente del Círculo de Bellas Artes de Madrid, en 1920.
- Académico correspondiente de la Real Academia de Bellas Artes de San Carlos de Valencia, en 1922
- Académico de número de la Real Academia de la Historia, en 1922.

### Homenajes
El 9 de marzo de 2013, fecha aniversario de su nombramiento como decano de dicha facultad en 1931, en el Decanato de  la Facultad de Derecho de la Universidad Complutense de Madrid se constituyó el «Día Altamira», de celebración anual, así como un Premio de Investigación Rafael Altamira.

## Obras
Principales obras de Rafael Altamira
- 1890 --- Historia de la propiedad comunal, (Tesis dirigida por Gumersindo de Azcárate), Ed. Fácsimil, BiblioBazaar, LLC, 2008. ISBN 978-0-554-98841-2, 381 págs. Vista previa en Google books
- --- La formación del jurista, en Las conferencias de Rafael Altamira en la Escuela Nacional de Jurisprudencia UNAM, ISBN 978-970-32-5088-2 Vista previa en Google books
- 1891 --- La enseñanza de la Historia, Ediciones Akal, Madrid 1997. ISBN 84-460-0835-1, 357 págs.
- 1895 --- Cuentos de Levante y otros cuentos, THULE EDICIONES, 2003. 187 págs.
- 1900 --- Historia de la civilización española, Instituto de Estudios "Juan Gil-Albert", 1988, 326 p. (Ediciones en 1900-1903?, 1925, 1927, 1928, 1930, 1932, 1933, 1935, 1955).
- 1902 --- Psicología del pueblo español,  Ed. Biblioteca Nueva. Madrid 1997. ISBN 84-7030-478-X, 238 págs.
- 1903 --- Historia del derecho español,  Kessinger Publishing, United States, 2010.
- 1900-1911 --- Historia de España y de la civilización española, Editorial Crítica, Barcelona 2001.ISBN 978-84-8432-257-3  750 págs. Facsímil digital del Tomo I (1900) de IV en Biblioteca Virtual de Patrimonio Bibliográfico.
- 1910 --- Resumen Histórico de la Independencia de la América Española,  Menéndez & Galli - Editores, Athenas Librería, Buenos Aires, 1910.
- 1911 --- Mi viaje a América,  Universidad de Oviedo. Servicio de Publicaciones. Oviedo, 2008. ISBN 978-84-8317-674-0.
- 1913 --- Cuestiones obreras, Prometeo. Valencia 1914.
- 1915 --- Giner de los Ríos, educador, Prometeo. Valencia 1915.
- 1921 --- Arte y realidad, Cervantes, Barcelona, 1921. 248 págs.
- 1921 --- La política de España en América, EDETA. Valencia, 1921. 230 págs.
- 1921 --- Ideario político, Prometeo. Valencia, 1921. 227 págs.
- 1923 --- Ideario pedagógico, Madrid, edit. Reus, 1923. 375 págs.
- 1924 --- La huella de España en América, Ediciones Universidad de Salamanca, Salamanca 2007. ISBN 978-84-7481-338-8, 222 págs.
- 1925 --- Cuentos de mi tierra, Madrid, 1925. 285 págs.
- 1929 --- Últimos escritos americanistas, Fernando Fé, Madrid, 1929. 307 págs.
- 1948 --- Manual de investigación de la historia del derecho indiano, Instituto Panamericano de Geografía e Historia, México, 1948. 154 páginas.
- 1948 --- Proceso Histórico de la Historiografía Humana, Colegio de México, 2011. ISBN 9786074622980.
- 1949 --- Tierras y hombres de Asturias, Ediciones Universidad de Oviedo, Oviedo 2005. ISBN 9788483174685, 565 págs.
- 1951 --- Diccionario castellano de palabras jurídicas y técnicas tomadas de la legislación indiana, Instituto Panamericano de Geografía e Historia, México, 1951. 349 págs.
- 2012 --- Cuestiones obreras 2ª edición. Universitat de València.185 págs. ISBN 978-84-370-9052-8
- 2014 --- Lecturas americanas. Coedición Fundación Lázaro Galdeano y Analecta Editorial.780 págs. ISBN 978-84-92489-67-1
- 2014 --- La guerra actual y la opinión pública española, 2ª edición. Analecta Editorial. 89 págs. ISBN 978-84-9017-001-4

## Obras sobre Rafael Altamira
- Ramos Pérez, Vicente, Palabra y pensamiento de Rafael Altamira, Caja de Ahorros de Alicante y Murcia, 1987. ISBN 84-7599-039-8. 297 pp
- Altamira, Pilar, Diálogos con Rafael Altamira, Universidades de Murcia y Oviedo, 2009. ISBN 9788483719107.
- Ramos Altamira, Javier, Rafael Altamira. Curiosidades y anécdotas, Ediciones ECU. Alicante 2011. ISBN 9788499485065. 94 páginas.
- Altamira, Pilar, Biografía en Biblioteca Virtual Miguel de Cervantes
- Congreso Internacional Rafael Altamira 1º, 2002, Alicante en Biblioteca Virtual Miguel de Cervantes
- Estudios, Pilar Altamira, Miguel A. Richart Bernardo, Javier Ramos Altamira, Eva M.ª Valero Juan en Biblioteca Virtual Miguel de Cervantes
- Martínez Verdú, Domingo; Altamira García-Tapia, Pilar; Ramos Altamira, Javier, Rafael Altamira hijo adoptivo de San Vicente del Raspeig, San Vicente del Raspeig, Editorial Club Universitario, 2001, ISBN 84-8454-108-8  Archivado el 9 de febrero de 2010 en Wayback Machine.
- Zavala, Silvio, El americanismo de Altamira, en Serano Migallón, Fernando (coord.), Los maestros del exilio español en la Facultad de Derecho, Editorial Porrúa, México, 2003, ISBN 970-07-4334-9
- Prado, Gustavo H., Las lecciones historiográficas de Rafael Altamira en Argentina (1909): apuntes sobre ciencia, universidad y pedagogía patriótica, Universidad de Oviedo, 2011. ISBN 9788483178416. 298 páginas.
- Valero, Eva Mª, Rafael Altamira y la reconquista espiritual de América, Universidad de Alicante, 2003. ISBN 9788479087555 246 páginas.
- Pelosi, Hebe Carmen, Rafael Altamira y la Argentina, Universidad de Alicante, 2005. ISBN 9788479088279. 224 págs.
- Coronas González, Santos, Rafael Altamira y el Grupo de Oviedo, Universidad de Oviedo, 2003. ISBN 9788483173381. 139 págs.
- Moreno Sáez, Francisco, Rafael Altamira Crevea (1866-1951), Generalidad Valenciana, Consell Valencià de Cultura, 1997 - 119 páginas
- Ferrándiz Lozano, José, y Emilio La Parra (dirs.), Rafael Altamira: idea y acción hispanoamericana, Instituto Alicantino de Cultura Juan Gil-Albert, 2012 - 157 páginas. ISBN 9788477845997.